# ریچارد بور
ریچارد بور (انگلیسی: Rick Burr؛ زادهٔ ۲ ژوئن ۱۹۶۴) فرد نظامی اهل استرالیا است.
وی همچنین برندهٔ جوایزی همچون نشان ستاره برنزی شده‌است.